# Blatna
Blatna je naseljeno mjesto u sastavu općine Bosanski Novi, Republika Srpska, BiH.

## Stanovništvo
| Blatna             |              |
| godina popisa      | 1991.        |
| Srbi               | 419 (94,58%) |
| Hrvati             | 2 (0,45%)    |
| Muslimani          | 2 (0,45%)    |
| Jugoslaveni        | 20 (4,51%)   |
| ostali i nepoznato | 0            |
| ukupno             | 443          |